# Piton Falls
Die Piton Falls sind ein kleiner Wasserfall auf der Karibikinsel St. Lucia.
Der Wasserfall liegt an der Straße zum Sugar Beach Viceroy Resort, etwas südlich von Soufrière. Er ist zwar nur etwa 10 m hoch und seine Wasserführung schwankt stark, er wurde aber als Touristenattraktion ausgebaut. Unterhalb des Falles wurden drei Becken angelegt, in denen man in dem mineralhaltigen Wasser baden kann.